# Дерево Герники

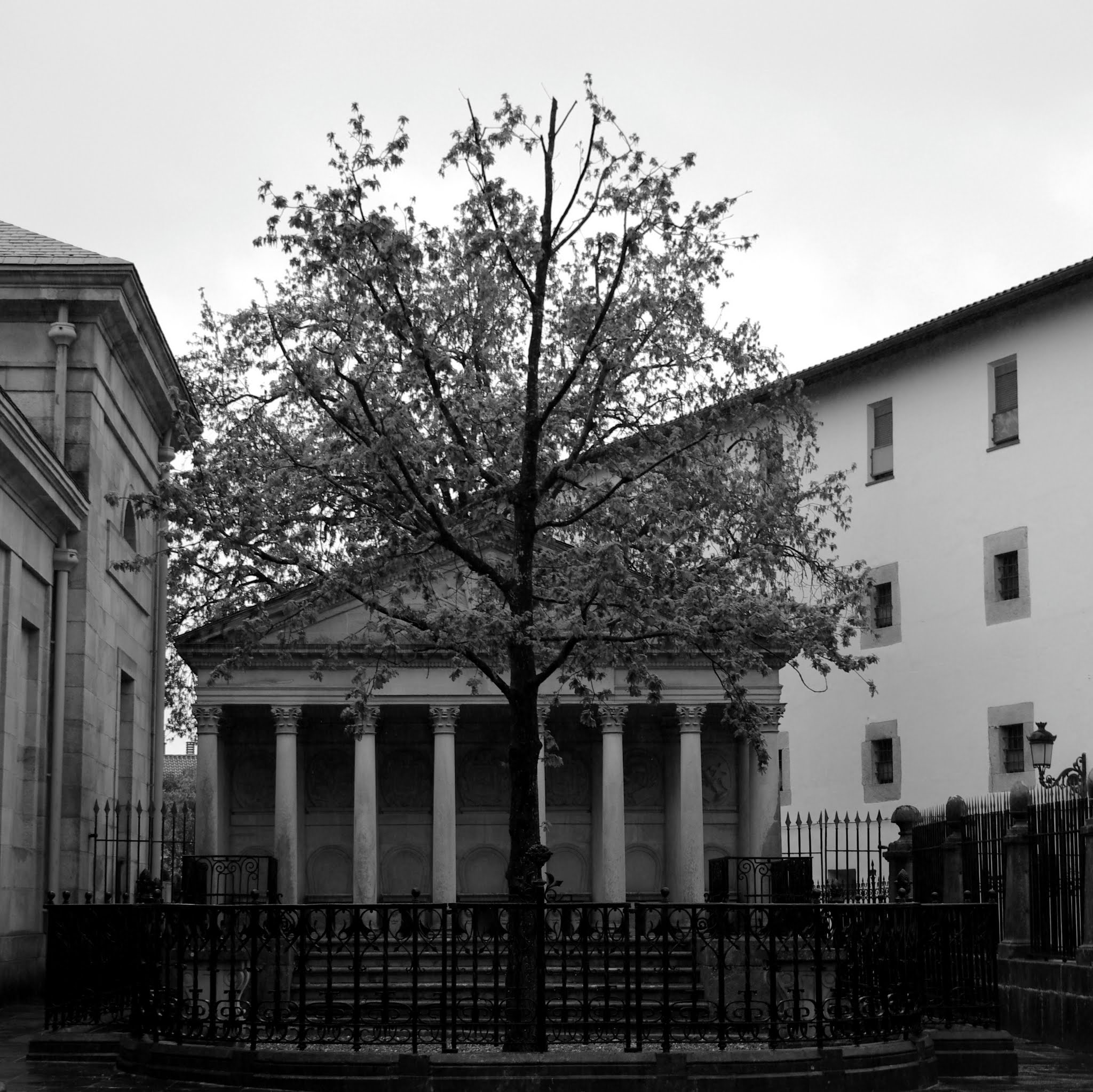
Современное дерево Герники.

Дерево Герни́ки (исп. Árbol de Guernica, баск. Gernikako Arbola) — дуб, символизирующий традиционные свободы народа Бискайи и басков в целом. Сеньоры Бискайи, включая королей Кастилии и карлистских претендентов, равно как и современные леендакари Страны Басков, приносили под ним клятву уважать эти свободы.
В Средние века представители бискайских деревень проводили свои собрания под большими деревьями. С течением времени возросла роль собрания в Гернике, ставшего основным в 1512 году, а местное дерево приобрело символическое значение. Собрания там стали проводиться в специально построенном павильоне, в нынешнем виде существующем с 1833 года.
Старейшее дерево, о котором есть документальные свидетельства, Отец (исп. El Árbol Padre) известно с XIV века, его ствол до сих пор можно увидеть около Дома собраний Герники. В 1476 году под этим деревом произнесли клятву католические короли. В 1742 году оно, после 450 лет, было заменено Стариком (исп. El Árbol Viejo). В 1839 году у него в последний раз принесла клятву королева-регент Мария Кристина от имени Изабеллы II. Это дерево было удалено в 1860 году и заменено одним из своих саженцев, получившим название Сын (исп. El Árbol Hijo). Под ним принёс клятву первый леендакари Хосе Антонио Агирре (1936—1960). Сын пережил бомбардировку Герники в 1937 году в ходе Гражданской войны. Когда через двое суток город был взят франкистами, распространился слух, что фалангисты хотят срубить дерево и уничтожить национальный символ. Тогда капитан карлистской терции Бегоньи Хайме дель Бурго сформировал вооружённый отряд рекете и предотвратил это. 
26 июня 1950 года карлистский регент Хавьер (герцог Пармский) присягнул баскским хартиям под деревом Герники.
Нынешнее дерево Герники, растущее с 1986 года, было высажено на историческое место 25 февраля 2005 года.
Дуб изображён на гербе Бискайи и многих городов этой провинции, а также на логотипе Эускальцайндии. Логотип в виде дубового листа используется правительством Бискайи. Наряду с официальным гимном, неофициальным гимном считается песня Хосе Марии Ипаррагирре, посвящённая дереву Герники.
|              |                                                         |              |
| Герб Бискайи | Дубовые листья на логотипе партии Баскская солидарность | Герб Герники |